# 娄宿二
娄宿二，即白羊座γ（γ Ari，拜耳命名法）或白羊座5（佛兰斯蒂德命名法），是一个位于白羊座的三合星系统，距离地球204光年。
1664年，荷兰天文学家罗伯特·胡克第一个发现娄宿二是一个多星系统。这个三合星系统中包含一对距离7.7角秒的联星（能用小型望远镜分离）。这两颗恒星都是A型主序星，视星等分别为+4.75和+4.83。其中较亮的是白羊座γ²，它是一颗猎犬座α²型变星，视星等变化幅度为0.04等，光变周期为2.61日。亮度较暗的是白羊座γ¹。这个联星系统的轨道周期超过5000年。围绕这个联星系统旋转的是白羊座γc，距离它们221角秒，是一颗视星等为+9.6等的K型恒星。
白羊座γ在中国星官系统中属于西方白虎七宿中娄宿的第二星，因此被称为娄宿二。在西方的传统名为Mesarthim，这个词可能来自于希伯莱语mᵋshārᵋtīm，意思为“管理者”；或者是来自于阿拉伯语ألمثرتم，意思为非常肥的公羊。